# Древко, Михал
Михал Древко (пол. Michał Drewko; 22 октября 1887, Сокаль — 4 июня 1964, Варшава) — польский археолог, историк и реставратор памятников.

## Биографические данные
Родился и прожил первые годы жизни в Сокале. Окончил гимназию в Ряшеве, в 1909 году поступил на исторический факультет Ягеллонского университета. Специализировался на археологии, изучал историю первобытного общества и древнего мира под руководством, соответственно, профессоров Влодзимежа Деметрикевича и Петра Беньковского. С 1912 года работал в Краковском археологическом музее.
Получив диплом, преподавал в гимназии. Во время Первой мировой войны Древко как учителя не призвали в австро-венгерскую армию, а летом 1916 года, во время Брусиловского прорыва, он, опасаясь российской оккупации, уехал в Вену, где стал преподавать в польской гимназии. В 1918 году стал членом Государственного общества реставраторов доисторических памятников. 1 октября 1920 года это общество предоставило Древко должность реставратора археологических памятников Люблинского региона и Волыни. Древко занимал эту должность в течение восьми лет, а потом стал преподавать в Варшаве — в гимназии и лицеи. На каникулах проводил археологические раскопки. После подавления Варшавского восстания в октябре 1944 года стал членом Комиссии по вопросам защиты культурных ценностей в Варшаве, а с января 1945 года работал начальником отдела реставрации в Варшавском государственном археологическом музее. В 1949—1951 годах этот отдел подчинялся Главной дирекции Министерства культуры и искусства Польши. Длительное время был сотрудником Института истории материальной культуры академии наук Польши. В 1951 году стал хранителем отдела железного века и оставался на этой работе до конца жизни. Умер 4 апреля 1964 года. Похороны состоялись 9 апреля.

## Научная деятельность
Доцент посвятил всю свою профессиональную деятельность археологическим исследованиям на Люблинщине и в соседних регионах. Работая реставратором археологических памятников, руководил спасательными исследованиями, регистрировал и инвентаризировал неизвестные археологические памятники (крепости и курганы) и инициировал проведение проблемных исследований. В мае 1912 года, будучи студентом четвёртого курса, вёл раскопки и спасал кладбище лужицкой культуры в селе Гожице Тарнобжегского повята. В 1920—1928 годах совершил множество археологических открытий на Люблинщине. Его важнейшие работы — это исследования в Кренжнице-Яровой, Голомбе, Глодном, Ирене и Закликуве. В Косине открыл и исследовал кладбище времен лужицкой культуры, в котором было более четырёхсот могил с кремированными останками. В Лопеннике учёный исследовал курганы со слоем кремированных человеческих останков времён раннего средневековья. В 1923 году вёл раскопки в Кшемёнках, а в 1949—1950 годах выполнял там консервационные работы на неолитических рудниках кремния, поврежденных во время Второй мировой войны и был одним из инициаторов основания Кшемёнковского археологического заповедника. В Осецке и Нецеплине исследовал кладбища венедской культуры.

## Научные труды
- Sprawozdanie z działalności Państwowego Urzędu Konserwatorskiego na okręg lubelski. — «Wiadomości Archeologiczne» (WA) VI, 1921. — S. 180—184.
- Sprawozdanie z działalności Państw, konserwatora zabytków przedhistorycznych na okręg lubelski za r. 1922. — WA VIII, 1923. — S. 100—102.
- Sprawozdanie Państw. Konserwatora zabytków przedhistorycznych na okręg lubelski za rok 1923. — WA IX, 1924—1925. — S. 353—354.
- Protokół VII konferencji Konserwatorów Okręgowych Zabyków Przedhistorycznych odbytej w dn. 18 i 19 grudnia 1924 w Warszawie. — WA X, 1929. — S. 190—197.
- Sprawozdanie z działalności Państw. konserwatora zabytków przedhistorycznych okręgu lubelskiego za lata 1924—1926. — WA X, 1929. — S. 281—285.
- Sprawozdanie Państw. Konserwatora zabytków przedhistorycznych okręgu lubelskiego za lata 1927—1928. — WA XIII, 1935. — S. 295—297.
- Калиш, (z K. Dąbrowskim i M. Gądzikiewicz). WW: A. Gieysztor. Kierownictwo badań nad początkami państwa polskiego w r. 1952. — Przegląd Zachodni IX; 1953. — S. 226—228.
- Ślady osady z czasów cesarstwa rzymskiego w Tyńcu w Kaliszu. — WA XIX, 1953. — S. 198—206.
- Wczesnośredniowieczne kurhany ciałopalne we wsi Lipsko, pow. Zamość. — «Sprawozdania Państwowego Muzeum Archeologicznego» V, 1953, z. 4-4. — S. 36-41.
- Wielki kurhan wczesnośredniowiecznego cmentarzyska we wsi Lipsko, pow. — WA XX, 1954. — S. 307—309.
- Sprawozdanie z prac wykopaliskowych przeprowadzonych w 1954 r. na Tyńcu w Kaliszu. — «Sprawozdania Archeologiczne» (Spraw. Archeol.) I, 1955. — S. 47—48.
- Prace wykopaliskowe na wczesnośredniowiecznym cmentarzysku kurhanowym we wsi Lipsko, pow. Zamość. — Spraw. Archeol. II, 1965. — S. 82—84.
- Igolonia. — Warszawa 1953. — S. 23. (Spraw.). // WA XXII, 1956. — S. 285.
- Sprawozdanie z badań przeprowadzonych w 1955 r. na wczesnośredniowiecznym cmentarzysku kurhanowym we wsi Lipsko, pow. zamojski. — Spraw. Archeol. III, 1957. — S. 165—168.
- Średniowieczny gródek strażniczy w Łańcucie. — «Światowit» XXIV, 1962. — S. 629—638.

## Награды и знаки отличия
- 1955 — Медаль «10-летие Народной Польши»
- 1964 — Золотой Крест Заслуги